# Naomi Ackie

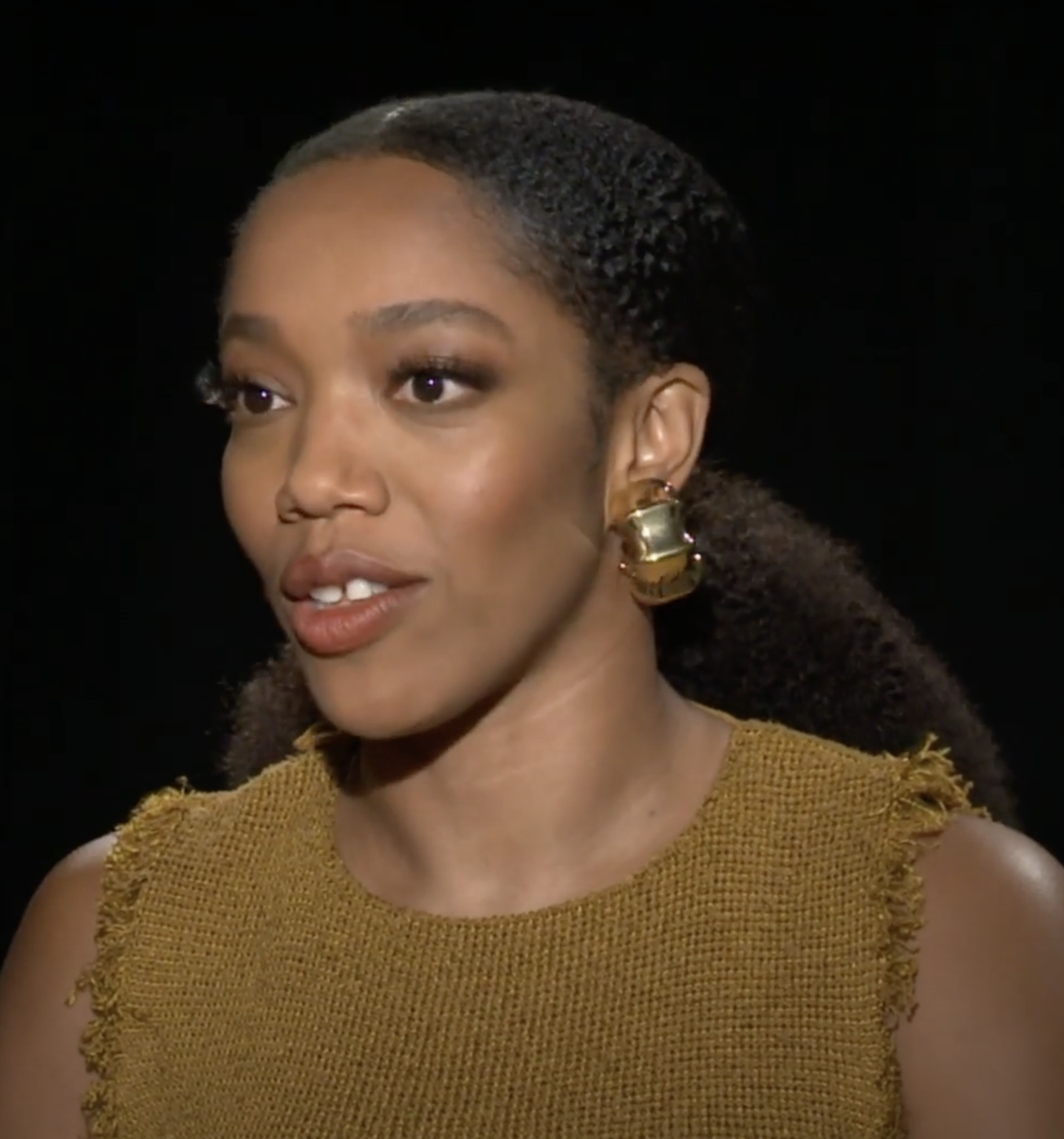
Naomi Ackie (2024)

Naomi Sarah Ackie (* 2. November 1992 in London-Camden) ist eine britische Schauspielerin.

## Leben
Naomi Ackie begann 2009 ein Schauspielstudium an der Royal Central School of Speech and Drama (RCSSD) in London, den dortigen Collaborative and Devised Theatre Course (CDT) schloss sie 2012 als BA (Hons) ab. Auf der Bühne war sie unter anderem am National Theatre, am Theatre Centre, am Soho Theatre, am Theatre Delicatessen und am Derby Theatre zu erleben.
2015 hatte sie eine Episodenrolle in der Folge Das Schattenquartier (Face the Raven) der Fernsehserie Doctor Who. Ihr Kinodebüt gab sie 2016 im Kostümfilm Lady Macbeth von Regisseur William Oldroyd an der Seite von Florence Pugh. Für ihre Darstellung des Dienstmädchens Anna wurde Naomi Ackie im Rahmen der British Independent Film Awards 2017 als beste Nebendarstellerin nominiert und als beste Newcomerin ausgezeichnet. 2016 war sie außerdem im BBC-Fernsehfilm Damilola, Our Loved Boy und in der Sky-Miniserie The Five zu sehen. Weitere Serienrollen hatte sie in der Hulu/Channel-4-Serie The Bisexual und den ITV-Serien Vera – Ein ganz spezieller Fall und Cleaning Up.
Im Kriminalfilm Yardie (2018) von Idris Elba verkörperte sie die Rolle der Mona. In Star Wars: Der Aufstieg Skywalkers (The Rise of Skywalker) von J. J. Abrams, der neunten Episode der Star-Wars-Filmreihe, übernahm sie die Rolle der Jannah. In The Corrupted (2019) von Regisseur Ron Scalpello war sie an der Seite von Sam Claflin zu sehen. 2019 wurde außerdem bekannt, dass sie neben Naomi Watts zur Besetzung eines Prequels zu Game of Thrones gehören soll.
In der zweiten Staffel der Serie The End of the F***ing World übernahm sie die Rolle der Außenseiterin Bonnie. Für ihre Darstellung wurde sie beim British Academy Television Award 2020 als beste Nebendarstellerin ausgezeichnet.
In The Score (2021) von Malachi Smyth übernahm sie an der Seite von Will Poulter und Johnny Flynn die Rolle der Kellnerin Gloria. Ein Jahr später folgte die Filmbiografie Whitney Houston: I Wanna Dance with Somebody (2022), in der sie die Titelrolle als Whitney Houston verkörperte. Premiere war im Dezember 2022 in New York. 2023 wurde sie bei den BAFTA Awards für den Rising Star Award nominiert. Für den Mystery-Thriller Blink Twice (2024), dem Regie-Debüt von Zoë Kravitz mit Channing Tatum, wurde sie als Cocktailkellnerin Frida besetzt.
Im Sommer 2025 wurde Ackie Mitglied der Academy of Motion Picture Arts and Sciences.

## Filmografie (Auswahl)
- 2015: I Used to Be Famous (Kurzfilm)
- 2015: Doctor Who – Das Schattenquartier (Face the Raven)
- 2016: Damilola, Our Loved Boy (Fernsehfilm)
- 2016: Lady Macbeth
- 2016: The Five (Miniserie)
- 2018: The Bisexual (Fernsehserie)
- 2018: The Arrival (Kurzfilm)
- 2018: Yardie
- 2018: Vera – Ein ganz spezieller Fall (Vera) – Black Ice (Fernsehserie)
- 2019: The Corrupted
- 2019: Cleaning Up (Fernsehserie)
- 2019: The End of the F***ing World (Fernsehserie)
- 2019: Star Wars: Der Aufstieg Skywalkers (Star Wars: The Rise of Skywalker)
- 2020: Education
- 2021: Master of None (Fernsehserie)
- 2021: The Score
- 2022: Whitney Houston: I Wanna Dance with Somebody
- 2024: Blink Twice
- 2024: 2073
- 2025: Sorry, Baby
- 2025: Mickey 17
- 2025: The Thursday Murder Club

## Auszeichnungen und Nominierungen
British Academy Film Award
- 2023: Nominierung als Beste Nachwuchsdarstellerin

British Academy Television Award
- 2020: Auszeichnung als Beste Nebendarstellerin für The End of the F***ing World[12]

British Independent Film Awards
- 2017: Auszeichnung in der Kategorie Most Promising Newcomer für Lady Macbeth[7]
- 2017: Nominierung in der Kategorie Best Supporting Actress für Lady Macbeth

Internationale Filmfestspiele von Cannes
- 2023: Auszeichnung mit der Trophée Chopard[18]